# Mike Flanagan
Mike Flanagan (Salem (Massachusetts), 20 mei 1978) is een Amerikaans filmregisseur, scenarioschrijver en editor.
Flanagan is vooral bekend om zijn films in het genre horror, waaronder de films Oculus (2013), Ouija: Origin of Evil (2016) en Doctor Sleep (2019). Hij bedacht ook de Netflix horrorserie The Haunting of Hill House. Hij is opgeleid aan de Archbishop Spalding High School in Severn en aan de Towson University in Towson, waar hij is afgestudeerd met Bachelor of Arts in elektronische media en film en een minor in theater.
Flanagan is getrouwd met actrice Kate Siegel en heeft 3 kinderen.

## Filmografie
| Film      | Film                           | Film  | Film     | Film   |
| Jaar      | Titel                          | Regie | Scenario | Editor |
| --------- | ------------------------------ | ----- | -------- | ------ |
| 2011      | Absentia                       | Ja    | Ja       | Ja     |
| 2011      | Oculus                         | Ja    | Ja       | Ja     |
| 2016      | Hush                           | Ja    | Ja       | Ja     |
| 2016      | Before I Wake                  | Ja    | Ja       | Ja     |
| 2016      | Ouija: Origin of Evil          | Ja    | Ja       | Ja     |
| 2017      | Dobaara: See Your Evil         | Nee   | Ja       | Nee    |
| 2017      | Gerald's Game                  | Ja    | Ja       | Ja     |
| 2019      | Doctor Sleep                   | Ja    | Ja       | Ja     |
| 2024      | The Life of Chuck              | Ja    | Ja       | Ja     |
| Televisie |                                |       |          |        |
| Jaar      | Titel                          | Regie | Scenario | Editor |
| 2018      | The Haunting of Hill House     | Ja    | Ja       | Ja     |
| 2020      | The Haunting of Bly Manor      | Ja    | Ja       | Ja     |
| 2021      | Midnight Mass                  | Ja    | Ja       | Ja     |
| 2022      | The Midnight Club              | Ja    | Ja       | Ja     |
| 2023      | The Fall of the House of Usher | Ja    | Ja       | Ja     |